# Fiat 24 HP
Le Fiat 24 HP est un utilitaire lourd fabriqué et commercialisé par le constructeur italien Fiat V.I. entre 1903 et 1905. Il est considéré comme étant le tout premier poids lourd fabriqué par la marque Fiat. Son châssis sera également utilisé pour fabriquer des autobus urbains.

## Historique
En 1901, à l'exposition de Milan, la toute récente entreprise F.I.A.T. (Fabbrica Italiana Automobili Torino) expose deux omnibus et une singulière petite remorque pour sapeurs-pompiers. Ces trois premiers véhicules conduiront au lancement, deux ans plus tard, du premier vrai camion Fiat : le 24 HP.
En 1903, la production des véhicules utilitaires débute avec le 24 HP, qui tire son nom de la puissance de son moteur, mesurée en chevaux-vapeur (Horse Power en anglais). Avec des dimensions compactes mais avec une charge utile digne d'un vrai camion, le Fiat 24 HP est équipé d'un plancher en bois séché pouvant transporter jusqu'à 4 tonnes pour un poids total de 6 t.
Étant donné la nature révolutionnaire du 24 HP pour l'époque, il s'avère nécessaire de procéder à son expérimentation en construisant trois prototypes. Les tests se succèdent et le 24 HP les passe tous, haut la main, l'un après l'autre, tant et si bien que les Forces Armées du Roi d'Italie commencent à montrer un certain intérêt pour ce nouveau véhicule. 
En 1906, le 24 HP est produit en petite série alors que son successeur, le « camion automobile » 18-24 HP remporte déjà un grand succès et sera produit en de nombreux exemplaires.

## Caractéristiques techniques
Le premier « camion » à châssis industriel fabriqué par Fiat, le 24 HP, est équipé d'un moteur Fiat bi-bloc 4 cylindres coulés par paire (deux groupes de 2) ayant une cylindrée totale de 6 370 cm3 développant 24 chevaux à 800 tr/min. D'un poids à vide de 2,0 t, d'un PTRA de 6,0 t et d'une longueur de 5,25 m, ce véhicule avait deux particularités :
- une boîte de vitesses Fiat à 4 rapports avant et 1 marche arrière, fixée au centre du châssis, sous le plateau, reliée au moteur par un arbre de transmission ;
- un moteur placé tout à l'avant, en porte-à-faux sous le poste de conduite.

À l'époque, l'arbre de transmission et le moteur en porte-à-faux sont révolutionnaires car aucun constructeur utilise cette configuration. Sur ce châssis de base, différents types de carrosseries ont été construits, allant du simple plateau jusqu'à la version autobus ou même ambulance. Il est doté à l'avant d'un seul gros phare à acétylène. 
Les véhicules de l'époque disposaient de transmissions par chaînes, cependant Fiat V.I. avait déjà trouvé une application à l'invention du mathématicien milanais Gerolamo Cardano en 1545, qui a décrit l'articulation portant son nom « Cardan » dans un traité de physique intitulé De subtilitate rerum, l'utilisation du joint « homocinétique » permettra à Fiat d'abandonner complètement les transmissions par chaines dès 1910.

## Succession
En 1907, Fiat lance le 18-24 HP qui succédera au 24 HP de 1903 mais qui restera en production malgré le succès commercial du nouveau modèle qui sera aussi décliné en version autobus à impériale pour satisfaire des appels d'offres des grandes compagnies de transport public. Le 18-24 HP pouvant accueillir 16 voyageurs assis.
Le succès fut immédiat et en 1908, une centaine de véhicules seront produits dans l'usine turinoise de Corso Dante.